# Yakutat City and Borough

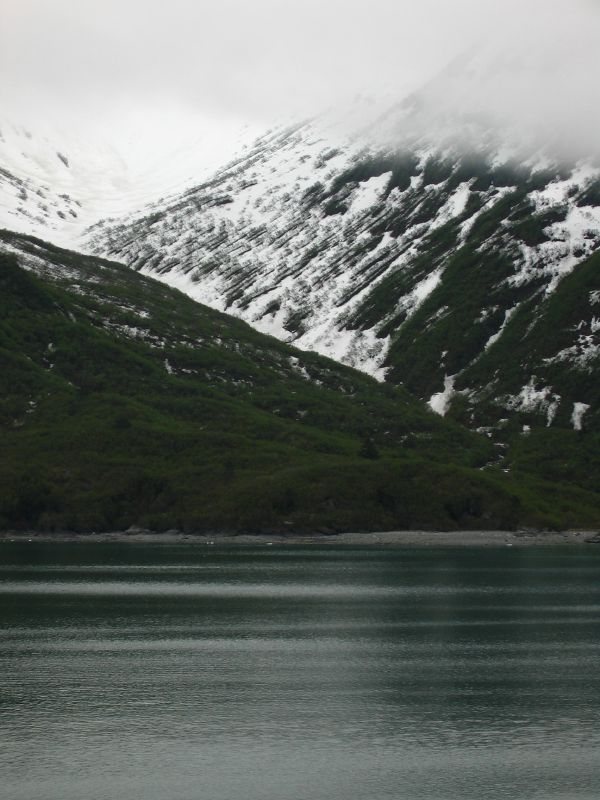
Yakutat Bay

Yakutat City and Borough is een borough in de Amerikaanse staat Alaska.
De borough heeft een landoppervlakte van 19.815 km² en telt 808 inwoners (volkstelling 2000).